# Heptathela sapana
Heptathela sapana is een spinnensoort uit de familie Liphistiidae. De soort komt voor in Vietnam.